# Brainiac (groupe)
Pour les articles homonymes, voir Brainiac.
Brainiac, souvent stylisé 3RA1N1AC, est un groupe américain de rock et synthpunk, originaire de Dayton, dans l'Ohio. Il compte un total de trois albums studio. Après le début, Bodine est remplacé par John Schmersal. Le groupe se sépare en 1997 à la suite de la mort du chanteur Tim Taylor. Schmersal forme le groupe Enon en 1999 après un album solo.

## Historique
Brainiac est formé à Dayton, dans l'Ohio, en janvier 1992 avec le chanteur, guitariste et claviériste (Moog) Tim Taylor (20 juillet 1968–23 mai 1997), le bassiste Monostereo (Juan Monasterio), le guitariste Michelle Bodine et le batteur Tyler Trent. Le 12 mars, le groupe joue son premier concert à la cafétéria de la Wright State University, sous le nom de We'll Eat Anything.
Après quelques singles, ils publient leur premier album, Smack Bunny Baby, publié au label Grass/BMG Records en 1993. Bonsai Superstar, désormais avec John Schmersal à la guitare en remplacement de Bodine, suit l'année suivante. En 1995, ils jouent au Lollapalooza et enregistrent quatre chansons pour les Peel Sessions de la BBC Radio 1. Ils rejoignent le label Touch and Go Records et publient Internationale, produit par Kim Deal (des Pixies). L'année suivante, leur troisième album, Hissing Prigs in Static Couture, est publié chez Touch and Go. Les trois albums son produits par Eli Janney (des Girls Against Boys).
Brainiac crée le buzz en tant que groupe qui ouvrira pour Beck, The Breeders et the Jesus Lizard, et qui recevra des offres de labels major. En 1997, ils publient l'EP Electro-Shock for President qui sera leur dernier en date : Tim Taylor est tué lors d'un accident routier le 23 mai 1997, pendant la pré-production de leur quatrième album, qui devait être publié au label Interscope Records. Le groupe se sépare peu de temps après. Un concert de soutien avec The Breeders et Guided by Voices est organisé quelques mois plus tard.
Après un album solo sous le nom de John Stuart Mill, le guitariste John Schmersal forme Enon. Monasterio réalise les clips, dont deux pour Enon, et publie en 2008 un EP avec un nouveau groupe appelé Model/Actress, qui comprend Monasterio Curtis Mead et Charlie Walker de Chamberlain et l'ancien batteur de Bullet LaVolta Philips ; Schmersal participe à l'album. Trent se joint brièvement aux Breeders, puis au sein de The Dirty Walk. Bodine devient guitariste et chanteur pour O-matic et Shesus.

## Discographie

### Apparitions
- 1994 : Cookie Doesn't Sing (sur la compilation Dope-Guns-'N-Fucking In The Streets Volume Ten (Amphetamine Reptile Records))
- 1996 : Go!  (reprise de Tones on Tail) (sur la compilation Jabberjaw...Pure Sweet Hel (enregistré par Steve Albini))
- 1997 : Petrified (reprise de Pere Ubu) (sur la compilation Ubu Dance Party: A Tribute to Pere Ubu)